# 束缚钩
束缚钩（英语：Bondage hook），是用于BDSM活动的钩子。

## 用于面部的钩子

### 鼻钩
鼻钩为两个挂钩固定在挂绳的另一端，一个钩子挂着一个鼻孔，可使一个人强制使其头部向后。
另一种常见的鼻吊是一个钩带一个绳子，放入鼻孔会使鼻子往侧边开。
鼻钩在日式束缚通过出现。

### 嘴钩
嘴钩类似于一个侧身鼻钩，使嘴往侧边开。

## 用于身体的钩子

### 尾钩
尾钩大约半英寸厚，末尾通过环连接绳索。弯曲的端部插入阴道或肛门。

### 对接钩
对接钩直径约一英寸，光滑，J形钩，具有平滑圆端设计，用于插入肛门。常见用途包括固定在穿用者的头发或肛门悬挂的非承重物体。

### 猫钩
猫钩是尾钩的一种特殊模式。它比普通的尾钩相比角更锐利和轴更长。它也比正常尾钩要厚（约1英寸厚）。锚形双猫钩可以同时两个人用。